# Echthrobaccella argentinotata
Echthrobaccella argentinotata är en stekelart som beskrevs av Girault 1915. Echthrobaccella argentinotata ingår i släktet Echthrobaccella och familjen sköldlussteklar. Inga underarter finns listade i Catalogue of Life.